# First Reformed Church
La First Reformed Church, conosciuta anche come First United Church of Christ, è una chiesa storica situata a Toledo, Ohio, all'incrocio tra Cherry Street e Moore Street. Il suo edificio, costruito nel 1915, è un esempio significativo di architettura religiosa e riflette l'influenza dello stile Prairie School di Frank Lloyd Wright.
Situata in una zona centrale di Toledo, all'incrocio tra Cherry Street e Moore Street, la chiesa è un punto di riferimento nella città e un esempio di architettura religiosa di inizio Novecento. La sua posizione e il suo stile hanno contribuito a renderla un elemento chiave nella storia della città e nell'evoluzione dell'architettura religiosa americana.

## Storia
La chiesa è nata dall'organizzazione della German Evangelical and Reformed Church, fondata nel 1853. Nel corso degli anni, la chiesa ha cambiato nome, divenendo la First United Church of Christ, ma ha continuato a servire la comunità di Toledo con la sua missione religiosa e culturale. L'edificio che ospita la chiesa fu progettato dagli architetti locali Langdon e Hohly, e la sua costruzione avvenne nel periodo 1915-1917).

## Architettura
L'edificio della First Reformed Church è un esempio notevole di architettura che prende ispirazione dallo stile di Frank Lloyd Wright, in particolare dalla sua Chicago School. Questo stile si distingue per l'uso innovativo di linee semplici, l'integrazione dell'edificio con l'ambiente circostante e l'adozione di soluzioni spaziali moderne. La chiesa, sebbene parte di una tradizione di costruzioni religiose, si distingue per il suo approccio modernista che riflette i cambiamenti culturali e architettonici degli anni Venti del Novecento.